# Taylor's Wailers
Taylor's Wailers est un album de jazz hard bop d'Art Taylor sorti en 1957 sous le label Prestige.

## Titres
1. Batland - 9:53
2. C.T.A. (Jimmy Heath) - 4:44
3. Exhibit A - 6:15
4. Cubano Chant (Bryant) - 6:36
5. Off Minor (Monk) - 5:38
6. Well, You Needn't (Monk) - 7:55

## Musiciens
- All-Star sextet
  - Art Taylor, batterie
  - Donald Byrd, Trompette
  - Jackie McLean, saxophone alto
  - Charlie Rouse, saxophone ténor
  - Wendell Marshall, contrebasse
  - Ray Bryant, piano
- Taylor's quartet
  - Art Taylor, batterie
  - John Coltrane, saxophone ténor
  - Red Garland, piano
  - Paul Chambers, contrebasse